# Jean-Baptiste Cony
Pour les articles homonymes, voir Cony.
Jean-Baptiste Cony, né le 28 août 1828 à Panissières et mort à Lyon le 6 juin 1873 , est un sculpteur français.

## Biographie
Jean-Baptiste Cony étudie à l'école des beaux-arts de Lyon.

## Œuvres
Il réalise les travaux d'architecture suivants :
- églises de Tarare, Saint-Bonnet-de-Mure, Givors, Saint-Vincent-de-Reins ;
- des autels, comme celui de l'église de Frontonas.